# Botrychium lunaria
Espèce
Le botryche lunaire (Botrychium lunaria) est une petite fougère vivace de la famille des Ophioglossaceae et du genre Botrychium. Principalement montagnarde, cette espèce affectionne essentiellement les pelouses rases sur terrain siliceux et est présente dans les régions tempérées et froides des deux hémisphères.
« Botrychium » vient du grec « botrus », grappe (allusion à l'aspect des fructifications). « Lunaria », quant à lui vient du nom médiéval de la plante, Lunaria minor, se rapportant à la forme du limbe ressemblant un croissant de lune.

## Description

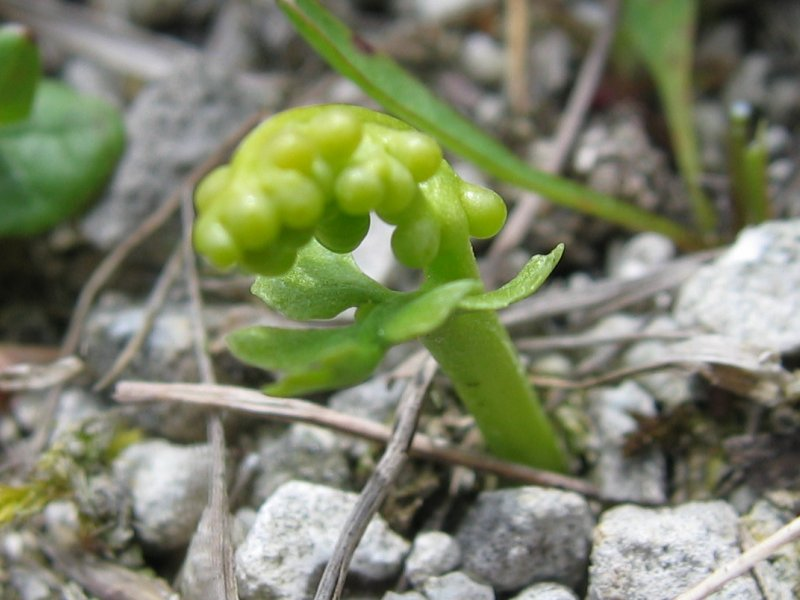
Botrychium lunaria à l'état juvénile

Plante vivace de 10 à 15 cm de hauteur, ce botrychium est glabre, à souche fibreuse et écailleuse au sommet. Le pétiole porte une partie végétative ainsi qu'une partie fertile. Le limbe stérile, plus long que large, est ordinairement une seule fois divisé, ses lobes rappellent par leur forme caractéristique des petits croissants de lune. Ces derniers sont le plus souvent entiers et très arrondis sur leur bordure extérieure (parfois incisées mais en gardant la même forme d'ensemble). Il n'y a pas de nervure principale. La feuille fertile forme une grappe ramifiée, dépassant la feuille stérile à maturité,.
Cette plante développe une pousse aérienne au printemps, fructifie en fin de printemps ou en été et se flétrit après la maturation des spores. Néanmoins, le rhizome ne produit pas nécessairement de pousses chaque année, spécialement en plaine.
Il est possible de confondre Botrychium lunaria  avec Botrychium boreale dont le limbe n'est pas en forme de croissant et présente une ébauche de nervure principale.
Il existe plusieurs sous-espèces :
- Botrychium lunaria subsp. matricariifolium Retz.
- Botrychium lunaria var. matricariifolium A.Braun
- Botrychium lunaria var. rutacea Lilj.

## Écologie

### Répartition
Botrychium lunaria est présente sur les deux hémisphères : en Asie (du nord de la Russie au Caucase jusqu'à l'Himalaya et au Japon) au Groenland, en Amérique du Nord (Alaska, Canada et Montagnes Rocheuses), au sud de l'Amérique du Sud, en Australie et en Nouvelle-Zélande. En Europe, elle se développe de l'Islande à l'Andalousie, jusqu'en Russie, devenant de plus en plus montagnarde à mesure qu'elle se déplace dans le sud.
En France, elle est assez commune dans l'ensemble des Alpes, du Jura et des Pyrénées et est plus localisée dans le Massif central. Les populations de plaine se sont progressivement raréfiées ; seules subsistent quelques stations très réduites.

### Biotope
Plante essentiellement montagnarde, il est néanmoins possible de la rencontrer du littoral à plus de 2 000 m d'altitude, en pelouse le plus souvent, mais dans des conditions de sols très variées. En montagne, elle affectionne les pelouses rases à Nard raide sur silice ou sur calcaire décalcifié en situation héliophile. Les populations planitaires sont liées, quant à elles, aux sols neutro-alcalins tels que les arrières dunes fixées. À mesure que l'on se rapproche du nord de l'Europe, les populations de plaines augmentent et tolèrent un certain ombrage et même une certaine anthropisation.

### Protection
En France, ce taxon est protégé en Alsace, en Champagne-Ardenne, en Bourgogne, dans le Limousin, en Bretagne, en Lorraine, en Picardie, en Basse-Normandie, dans le Nord-Pas-de-Calais et en Île-de-France.

### Utilisations
Selon l'ethnobotaniste François Couplan, B. lunaria servait autrefois dans le Vercors à produire la « liqueur de bon raisin » et les jeunes frondes fertiles ont été consommées, alors qu’en Nouvelle-Zélande et dans l’Himalaya, les pousses cuites d’une espèce proche Botrychium virginianum étaient consommées (on en trouve aussi en Europe centrale et orientale).
Une étude du patois de Bagnes (Suisse) a montré que dans cette région cette plante était utilisée par les enfants comme une fronde lors de leurs jeux et qu'ils la nommaient « èrba du bon dyö e du dyâblo » (herbe du bon Dieu et du diable ; la fronde de la plante représentant l'herbe du bon Dieu, et les sporanges la corne du diable).